# Masato Tanaka
Masato Tanaka (jap. 田中 将斗}, Tanaka Masato; * 28. Februar 1973 in Wakayama, Präfektur Wakayama, Japan) ist ein japanischer Wrestler.

## Karriere

### Anfänge
Tanaka wurde vom Wrestler Atsushi Onita, der das Hardcore-Wrestling in Japan etablierte, trainiert. Er debütierte am 23. Juli 1993 auch in dessen Promotion Frontier Martial Arts Wrestling.

### Frontier Martial Arts Wrestling
In der FMW erarbeitete er sich den Ruf eines enorm harten Wrestlers, der auch üble Stürze und Schläge auf sich nimmt, um den Fans eine gute Show abzuliefern. Brutal angelegte Storyline-Fehden hatte er unter anderem mit Mike Awesome, der in Japan als The Gladiator antrat.

### Extreme Championship Wrestling
1998 gab er sein Debüt bei Extreme Championship Wrestling und gewann dort im November gleichen Jahres die Tag Team Championship zusammen mit Balls Mahoney. Nachdem Tanaka wieder einige Zeit in Japan aktiv war, ging er 1999 zurück zur ECW und gewann dort den ECW World Heavyweight Champion-Titel. Diesen musste er jedoch eine Woche später an den aus Japan zurückgekehrten Mike Awesome abgeben. Mitte 2000 wechselte Tanaka erneut nach Japan und war dort in der nächsten Zeit für verschiedene Verbände tätig.

### Ring of Honor / National Wrestling Alliance
Am 9. November 2002 trat Masato Tanaka zusammen mit Shinjiro Otani bei einer Veranstaltung der Promotion Ring of Honor an. 
2002 durften er und Shinjiro Otani zweimal die NWA Intercontinental Tag Team Championship erringen. 

### World Wrestling Entertainment
2005 und 2006 hatte er Auftritte bei der WWE-Veranstaltung ECW One Night Stand. Beim ersten ECW One Night Stand wurde die alte Fehde mit Mike Awesome aufgenommen, beim zweiten trat er gegen seinen Freund Balls Mahoney an.

### Pro Wrestling ZERO1-MAX
Derzeit tritt er hauptsächlich für die japanische ZERO1-Promotion an. Im Oktober 2007 durfte er dort die AWA Superstars World Heavyweight Championship erringen. 
Am 25. April 2009 kam Masato Tanaka erstmals nach Deutschland. Er nahm u. a. an einer Wrestlingveranstaltung in Gießen teil, die den Namen International Impact VI trug und von German Stampede Wrestling veranstaltet wurde.

## Erfolge
- New Japan Pro-Wrestling

- 1× IWGP Intercontinental Champion

- Frontier Martial Arts Wrestling

- 2× FMW Brass Knuckles Champion (1× mit Hayabusa und 1× mit Tetsuhiro Kuroda)
- FMW Double Titles Champion

- World Entertainment Wrestling

- WEW Heavyweight Champion
- WEW Tag Team Champion (mit Gedo)

- Extreme Championship Wrestling

- 1× ECW World Heavyweight Champion
- 2× ECW Tag Team Champion (mit Balls Mahoney und Tommy Dreamer)

- National Wrestling Alliance

- 4× NWA Intercontinental Tag Team Champion (2× mit Shinjiro Otani und 1× mit Wataru Sakata und 1× mit Zeus) (aktueller Champion)

- Premier Wrestling Federation

- 1× PWF Universal Tag Team Champion (mit Shinjiro Otani)

- HUSTLE

- HUSTLE Hardcore Hero Champion

- Pro Wrestling ZERO1-MAX

- 1× ZERO1 World Heavyweight Champion
- 1× ZERO1 United National Heavyweight Champion
- 1× AWA Superstars World Heavyweight Champion
- 4× ZERO1-MAX Intercontinental Tag Team Champion (2× mit Shinjiro Otani, 1× mit Wataru Sakata und 1× mit Zeus)  (aktueller Champion)

- Pro Wrestling WORLD-1

- WORLD-1 Heavyweight Champion

| Personendaten    | Personendaten        |
| ---------------- | -------------------- |
| NAME             | Tanaka, Masato       |
| ALTERNATIVNAMEN  | 田中将斗 (japanisch) |
| KURZBESCHREIBUNG | japanischer Wrestler |
| GEBURTSDATUM     | 28. Februar 1973     |
| GEBURTSORT       | Wakayama, Japan      |